# Équipe d'Algérie masculine de handball au Championnat du monde 2003
L'équipe d'Algérie masculine de handball au Championnat du monde 2003 participe à ses 9e Championnat du monde lors de cette édition 2003 qui se tient en Portugal du 20 janvier au 2 février 2003.

## Matchs de préparation
| No | Date            | Lieu           | Adversaire         | Score     | Compétition  | Événement               |
| -- | --------------- | -------------- | ------------------ | --------- | ------------ | ----------------------- |
| 1  | décembre 2002   | Ivry-sur-Seine | Slovénie           | P 23 - 24 | Match amical | Tournoi Georges Marrane |
| 2  | décembre 2002   | Ivry-sur-Seine | Bosnie-Herzégovine | P 23 - 31 | Match amical | Tournoi Georges Marrane |
| 3  | 9 janvier 2003  | Lisbonne       | Arabie saoudite    | P 27 - 24 | Match amical | Tournoi de Lisbonne     |
| 4  | 11 janvier 2003 | Lisbonne       | Portugal           | P 20 - 24 | Match amical | Tournoi de Lisbonne     |
| 5  | 13 janvier 2003 | , Lisbonne     | Croatie            | P 27 - 27 | Match amical | Tournoi de Lisbonne     |

## Résultats

### Phase de groupe

#### Groupe D
| Groupe D (São João da Madeira) |          |     |   |   |   |   |     |     |      |     |
|                                | Équipe   | Pts | J | G | N | P | BP  | BC  | Diff | Dép |
| 1                              | Suède    | 8   | 5 | 4 | 0 | 1 | 147 | 129 | +18  |     |
| 2                              | Danemark | 8   | 5 | 4 | 0 | 1 | 146 | 125 | +21  |     |
| 3                              | Slovénie | 6   | 5 | 3 | 0 | 2 | 144 | 137 | +7   |     |
| 4                              | Égypte   | 5   | 5 | 2 | 1 | 2 | 132 | 139 | -7   |     |
| 5                              | Algérie  | 2   | 5 | 0 | 2 | 3 | 119 | 136 | -17  |     |
| 6                              | Brésil   | 1   | 5 | 0 | 1 | 4 | 118 | 140 | -22  |     |

| 20 janvier | Algérie  | 22 | 22 | Brésil   |
| 21 janvier | Égypte   | 25 | 25 | Algérie  |
| 23 janvier | Danemark | 22 | 19 | Algérie  |
| 25 janvier | Algérie  | 28 | 32 | Suède    |
| 26 janvier | Algérie  | 25 | 35 | Slovénie |

| 20 janvier 2003 15:00 CET | Algérie      | 22 – 22 | Brésil | São João da Madeira Arbitrage : Vicente Breto Leon, Jose Antonio Huelin Trillo |
| 20 janvier 2003 15:00 CET | (10–11)      |         |        | São João da Madeira Arbitrage : Vicente Breto Leon, Jose Antonio Huelin Trillo |
| 20 janvier 2003 15:00 CET | Statistiques |         |        | São João da Madeira Arbitrage : Vicente Breto Leon, Jose Antonio Huelin Trillo |

| 21 janvier 2003 16:00 CET | Égypte       | 25 – 25 | Algérie | São João da Madeira Arbitrage : Frank Lemme, Bernd Ullrich |
| 21 janvier 2003 16:00 CET | (13–13)      |         |         | São João da Madeira Arbitrage : Frank Lemme, Bernd Ullrich |
| 21 janvier 2003 16:00 CET | Statistiques |         |         | São João da Madeira Arbitrage : Frank Lemme, Bernd Ullrich |

| 23 janvier 2003 20:30 CET | Danemark     | 22 – 19 | Algérie | São João da Madeira Arbitrage : Vicente Breto Leon, Jose Antonio Huelin Trillo |
| 23 janvier 2003 20:30 CET | (9–13)       |         |         | São João da Madeira Arbitrage : Vicente Breto Leon, Jose Antonio Huelin Trillo |
| 23 janvier 2003 20:30 CET | Statistiques |         |         | São João da Madeira Arbitrage : Vicente Breto Leon, Jose Antonio Huelin Trillo |

| 25 janvier 2003 14:00 CET | Algérie      | 28 – 32 | Suède | São João da Madeira Arbitrage : Ali Abbas Abdul Hussain, Fadel Abdullah Haider |
| 25 janvier 2003 14:00 CET | (12–17)      |         |       | São João da Madeira Arbitrage : Ali Abbas Abdul Hussain, Fadel Abdullah Haider |
| 25 janvier 2003 14:00 CET | Statistiques |         |       | São João da Madeira Arbitrage : Ali Abbas Abdul Hussain, Fadel Abdullah Haider |

| 26 janvier 2003 21:00 CET | Algérie      | 25 – 35 | Slovénie | São João da Madeira Arbitrage : Miroslaw Baum, Marek Goralczyk |
| 26 janvier 2003 21:00 CET | (13–16)      |         |          | São João da Madeira Arbitrage : Miroslaw Baum, Marek Goralczyk |
| 26 janvier 2003 21:00 CET | Statistiques |         |          | São João da Madeira Arbitrage : Miroslaw Baum, Marek Goralczyk |

## Effectif
L'effectif était,,,, :
- Mohamed Gaga (MCA)
- Khaled Ghoumal (MCA)
- Abdelmalek Slahdji (USB)
- Tewfik Sadaoui (Angers Noyant Handball, France)
- Belgacem Filah (MC Alger)
- El Hadi Biloum (MC Alger)
- Achour Hasni (Djendouba)
- Tahar Labane (Istres Sports, France)
- Sid Ali Yahia (MC Alger)
- Abdérazak Hamad (MC Alger)
- Hichem Boudrali (SR Annaba)
- Abdelghani Loukil (MC Alger)
- Sofiane Sahli (OC Alger)
- ladaycia hamza (SR Annaba)
- Redouane Saidi (Étoile sportive du Sahel, Tunisie)
- Ahmed Hadjali (Massy Essonne Handball, France)

## Qualifications aux Jeux olympiques d'été de 2004

### Tournoi de qualification africain
L'Algérie perd ses deux matchs face à l'Égypte puis la Tunisie
|   | Équipe   | Pts | J | G | N | P | Bp | Bc | Diff |
| - | -------- | --- | - | - | - | - | -- | -- | ---- |
| 1 | Égypte   | 4   | 2 | 2 | 0 | 0 | 59 | 56 | 3    |
| 2 | Tunisie  | 2   | 2 | 1 | 0 | 1 | 61 | 47 | 14   |
| 3 | Algérie  | 0   | 2 | 0 | 0 | 2 | 43 | 60 | -17  |
| - | Cameroun | 0   | 0 | 0 | 0 | 0 | 00 | 00 |      |

| 16 septembre 2003                 | Égypte | 28 - 27 | Algérie | Luanda      |             |
| 19:00 · Historique des rencontres |        | (15-12) |         | Arbitrage : | Arbitrage : |

| 18 septembre 2003                 | Tunisie | 32 - 16 | Algérie | Luanda      |             |
| 17:00 · Historique des rencontres |         | (14-3)  |         | Arbitrage : | Arbitrage : |

## Navigation